# Churu
Churu è una suddivisione dell'India, classificata come municipality, di 97.627 abitanti, capoluogo del distretto di Churu, nello stato federato del Rajasthan. In base al numero di abitanti la città rientra nella classe II (da 50.000 a 99.999 persone).

## Geografia fisica
La città è situata a 28° 18' 0 N e 74° 57' 0 E e ha un'altitudine di 291 m s.l.m..

## Società

### Evoluzione demografica
Al censimento del 2001 la popolazione di Churu assommava a 97.627 persone, delle quali 50.689 maschi e 46.938 femmine. I bambini di età inferiore o uguale ai sei anni assommavano a 16.236, dei quali 8.447 maschi e 7.789 femmine. Infine, coloro che erano in grado di saper almeno leggere e scrivere erano 60.404, dei quali 36.699 maschi e 23.705 femmine.